# Општина Кваутлансинго (Пуебла)
Кваутлансинго (шп. Cuautlancingo) општина је у Мексику у савезној држави Пуебла. Општина се налази на надморској висини од 2159 м.

## Становништво
Према подацима из 2010. у општини је живело 79153 становника.

### Хронологија
| Година       | 2000                  | 2005                  | 2010                  |
| ------------ | --------------------- | --------------------- | --------------------- |
| Становништво | 46729 (22929 / 23800) | 55456 (27027 / 28429) | 79153 (38477 / 40676) |

### Попис
| \| \| м \| \| \| ж \| \| 0—2 \| 2.450 \| \| \| 2.415 \| \| 3—5 \| 2.648 \| \| \| 2.505 \| \| 6—11 \| 5.033 \| \| \| 4.821 \| \| 12—14 \| 2.212 \| \| \| 2.125 \| \| 15—17 \| 2.233 \| \| \| 2.270 \| \| 18—24 \| 4.648 \| \| \| 4.861 \| \| 60+ \| 1.992 \| \| \| 2.443 \| \| Просек : \| 27,6 \| \| \| 28,9 \| |       |  |  |       |
| |       |  |  |       |
| | м     |  |  | ж     |
| 0—2 | 2.450 |  |  | 2.415 |
| 3—5 | 2.648 |  |  | 2.505 |
| 6—11 | 5.033 |  |  | 4.821 |
| 12—14 | 2.212 |  |  | 2.125 |
| 15—17 | 2.233 |  |  | 2.270 |
| 18—24 | 4.648 |  |  | 4.861 |
| 60+ | 1.992 |  |  | 2.443 |
| Просек : | 27,6  |  |  | 28,9  |

| #   | Индикатор                                                                                        | Вредност |
| --- | ------------------------------------------------------------------------------------------------ | -------- |
| 1   | Становништво од 0 до 2 године                                                                    | 4865     |
| 2   | Мушко становништво од 0 до 2 године                                                              | 2450     |
| 3   | Женско становништво од 0 до 2 године                                                             | 2415     |
| 4   | Становништво са 3 и више година                                                                  | 73184    |
| 5   | Мушко становништво са 3 и више година                                                            | 35471    |
| 6   | Женско становништво са 3 и више година                                                           | 37713    |
| 7   | Становништво са 5 и више година                                                                  | 69711    |
| 8   | Мушко становништво са 5 и више година                                                            | 33700    |
| 9   | Женско становништво са 5 и више година                                                           | 36011    |
| 10  | Становништво са 12 и више година                                                                 | 58177    |
| 11  | Мушко становништво са 12 и више година                                                           | 27790    |
| 12  | Женско становништво са 12 и више година                                                          | 30387    |
| 13  | Становништво са 15 и више година                                                                 | 53840    |
| 14  | Мушко становништво са 15 и више година                                                           | 25578    |
| 15  | Женско становништво са 15 и више година                                                          | 28262    |
| 16  | Становништво са 18 и више година                                                                 | 49337    |
| 17  | Мушко становништво са 18 и више година                                                           | 23345    |
| 18  | Женско становништво са 18 и више година                                                          | 25992    |
| 19  | Становништво од 3 до 5 година                                                                    | 5153     |
| 20  | Мушко становништво од 3 до 5 година                                                              | 2648     |
| 21  | Женско становништво од 3 до 5 година                                                             | 2505     |
| 22  | Становништво од 6 до 11 година                                                                   | 9854     |
| 23  | Мушко становништво од 6 до 11 година                                                             | 5033     |
| 24  | Женско становништво од 6 до 11 година                                                            | 4821     |
| 25  | Становништво од 8 до 14 година                                                                   | 10790    |
| 26  | Мушко становништво од 8 до 14 година                                                             | 5490     |
| 27  | Женско становништво од 8 до 14 година                                                            | 5300     |
| 28  | Становништво од 12 до 14 година                                                                  | 4337     |
| 29  | Мушко становништво од 12 до 14 година                                                            | 2212     |
| 30  | Женско становништво од 12 до 14 година                                                           | 2125     |
| 31  | Становништво од 15 до 17 година                                                                  | 4503     |
| 32  | Мушко становништво од 15 до 17 година                                                            | 2233     |
| 33  | Женско становништво од 15 до 17 година                                                           | 2270     |
| 34  | Становништво од 18 до 24 године                                                                  | 9509     |
| 35  | Мушко становништво од 18 до 24 године                                                            | 4648     |
| 36  | Женско становништво од 18 до 24 године                                                           | 4861     |
| 37  | Женско становништво од 15 до 49 година                                                           | 22988    |
| 38  | Становништво са 60 и више година                                                                 | 4435     |
| 39  | Мушко становништво са 60 и више година                                                           | 1992     |
| 40  | Женско становништво са 60 и више година                                                          | 2443     |
| 41  | Однос између мушкараца и жена                                                                    | 94.59    |
| 42  | Становништво од нуле до 14 година                                                                | 24209    |
| 43  | Становништво од 15 до 64 године                                                                  | 51085    |
| 44  | Становништво од 65 година и више                                                                 | 2755     |
| 45  | Просечан број деце                                                                               | 2.1      |
| 46  | Становништво рођено у ентитету                                                                   | 66736    |
| 47  | Мушко становништво рођено у ентитету                                                             | 32638    |
| 48  | Женско становништво рођено у ентитету                                                            | 34098    |
| 49  | Становништво рођено у другом ентитету                                                            | 10870    |
| 50  | Мушко становништво рођено у другом ентитету                                                      | 5078     |
| 51  | Женско становништво рођено у другом ентитету                                                     | 5792     |
| 52  | Становништво од 5 година и више резидентно у ентитету у јуну 2005. године                        | 65764    |
| 53  | Мушко становништво старосног доба од 5 година и више, резидентно у ентитету у јуну 2005. године  | 31683    |
| 54  | Женско становништво старосног доба од 5 и више година, резидентно у ентитету у јуну 2005. године | 34081    |
| 55  | Становништво од 5 година и више које је живело у другом ентитету у јуну 2005. године             | 3070     |
| 56  | Мушко становништво старије од 5 година које је живело у другом ентитету у јуну 2005. године      | 1503     |
| 57  | Женско становништво старије од 5 година које је живело у другом ентитету у јуну 2005. године     | 1567     |
| 58  | Становништво од 3 године и више које говори аутохтони језик                                      | 1274     |
| 59  | Мушко становништво старо 3 године и више које говори аутохтони језик                             | 647      |
| 60  | Женско становништво старо 3 године и више које говори аутохтони језик                            | 627      |
| 61  | Становништво од 3 године и више које говори аутохтони језик и не говори шпански језик            | 14       |
| 62  | Мушко становништво старо 3 године и више које говори аутохтони језик и не говори шпански         | 4        |
| 63  | Женско становништво старо 3 године и више које говори аутохтони језик и не говори шпански језик  | 10       |
| 64  | Становништво старо 3 године и више које говори аутохтони језик и шпански                         | 1068     |
| 65  | Мушко становништво старо 3 године и више које говори аутохтони језик и шпански                   | 550      |
| 66  | Женско становништво старо 3 године и више које говори аутохтони језик и шпански                  | 518      |
| 67  | Становништво од 5 година и више које говори аутохтони језик                                      | 1261     |
| 68  | Становништво од 5 година и више које говори аутохтони језик и не говори шпански језик            | 14       |
| 69  | Становништво од 5 година и више које говори аутохтони језик и говори шпански језик               | 1061     |
| 70  | Становништво у домородачким домаћинствима                                                        | 2990     |
| 71  | Становништво са ограничењима у активностима                                                      | 2170     |
| 72  | Становништво са ограниченим ходањем или кретањем, горе или доле                                  | 1176     |
| 73  | Становници са ограничењима вида, чак и уз кориштење сочива                                       | 511      |
| 74  | Становништво са ограничењима говора, комуникације или конверзације                               | 217      |
| 75  | Становништво са ограниченим слухом                                                               | 199      |
| 76  | Становништво са ограничењима при одевању, купању или јелу                                        | 119      |
| 77  | Становништво са ограничењима у опажању или учењу једноставних ствари                             | 122      |
| 78  | Становништво са менталним ограничењима                                                           | 179      |
| 79  | Становништво без ограничења активности                                                           | 75610    |
| 80  | Становништво од 3 до 5 година које не похађа школу                                               | 1780     |
| 81  | Мушко становништво од 3 до 5 година које не похађа школу                                         | 921      |
| 82  | Женско становништво од 3 до 5 година које не похађа школу                                        | 859      |
| 83  | Становништво од 6 до 11 година које не похађа школу                                              | 241      |
| 84  | Мушко становништво од 6 до 11 година које не похађа школу                                        | 131      |
| 85  | Женско становништво од 6 до 11 година које не похађа школу                                       | 110      |
| 86  | Становништво од 12 до 14 година које не похађа школу                                             | 267      |
| 87  | Мушко становништво од 12 до 14 година које не похађа школу                                       | 142      |
| 88  | Женско становништво од 12 до 14 година које не похађа школу                                      | 125      |
| 89  | Становништво од 15 до 17 година похађа школу                                                     | 3381     |
| 90  | Мушко становништво од 15 до 17 година похађа школу                                               | 1684     |
| 91  | Женско становништво између 15 и 17 година живота у школи                                         | 1697     |
| 92  | Становништво од 18 до 24 године похађа школу                                                     | 2905     |
| 93  | Мушко становништво од 18 до 24 године похађа школу                                               | 1445     |
| 94  | Женско становништво од 18 до 24 године похађа школу                                              | 1460     |
| 95  | Становништво од 8 до 14 година које не може да чита и пише                                       | 238      |
| 96  | Мушко становништво старосног доба од 8 до 14 година које не може да чита и пише                  | 146      |
| 97  | Женско становништво старосног доби од 8 до 14 година које не може да чита и пише                 | 92       |
| 98  | Становништво од 15 година и више које је неписмено                                               | 1845     |
| 99  | Мушко становништво од 15 година и више које је неписмено                                         | 557      |
| 100 | Женско становништво од 15 година и више које је неписмено                                        | 1288     |
| 101 | Становништво старо 15 и више година без школовања                                                | 1925     |
| 102 | Мушко становништво старо 15 и више година без школовања                                          | 641      |
| 103 | Женско становништво старо 15 и више година без школовања                                         | 1284     |
| 104 | Становништво старосног доба 15 и више година са непотпуним основним образовањем                  | 4037     |
| 105 | Мушко становништво старосног доба од 15 година и више са непотпуном основним образовањем         | 1595     |
| 106 | Женско становништво старосног доба 15 и више година са непотпуном основним образовањем           | 2442     |
| 107 | Становништво старо 15 и више година са комплетним основним образовањем                           | 9373     |
| 108 | Мушко становништво старо 15 година и више са комплетним основним образовањем                     | 4116     |
| 109 | Женско становништво старо 15 и више година са комплетним основним образовањем                    | 5257     |
| 110 | Становништво старосног доба 15 и више година са непотпуним средњим образовањем                   | 2650     |
| 111 | Мушко становништво старосног доба од 15 година и више са непотпуним средњим образовањем          | 1412     |
| 112 | Женско становништво старосног доба од 15 година и више са непотпуним средњим образовањем         | 1238     |
| 113 | Становништво старо 15 и више година са пуним секундарном образовањем                             | 12790    |
| 114 | Мушко становништво старосног доба од 15 година и више са пуним секундарном образовањем           | 6418     |
| 115 | Женско становништво старосног доба од 15 година и више са пуним секундарном образовањем          | 6372     |
| 116 | Становништво старије од 18 година са постосновним образовањем                                    | 21101    |
| 117 | Мушко становништво старије од 18 година са постосновним образовањем                              | 10505    |
| 118 | Женско становништво старије од 18 година са постосновним образовањем                             | 10596    |
| 119 | Просечна оцена школовања                                                                         | 9.57     |
| 120 | Просечан ниво образовања мушке популације                                                        | 9.87     |
| 121 | Просечан ниво образовања женског становништва                                                    | 9.3      |
| 122 | Економски активно становништво                                                                   | 32225    |
| 123 | Економски активна мушка популација                                                               | 20863    |
| 124 | Економски активна женска популација                                                              | 11362    |
| 125 | Становништво које није економски активно                                                         | 25761    |
| 126 | Мушко становништво које није економски активно                                                   | 6830     |
| 127 | Женско становништво које није економски активно                                                  | 18931    |
| 128 | Запослено становништво                                                                           | 31085    |
| 129 | Запослено мушко становништво                                                                     | 20006    |
| 130 | Запослено женско становништво                                                                    | 11079    |
| 131 | Незапослена популација                                                                           | 1140     |
| 132 | Незапослена мушка популација                                                                     | 857      |
| 133 | Незапослена женска популација                                                                    | 283      |
| 134 | Становништво без права на здравствене услуге                                                     | 31636    |
| 135 | Становништво које има право на здравствене услуге                                                | 46297    |
| 136 | Становништво које има право на ИМСС                                                              | 37258    |
| 137 | Становништво које има право на социјално осигурање                                               | 2415     |
| 138 | Становништво које има право на државно социјално осигурање                                       | 710      |
| 139 | Становништво које има право на опште осигурање или здравствено осигурање за нову генерацију      | 4613     |
| 140 | Становништво које је било једном или није било у браку током 12 година и више                    | 18993    |
| 141 | Венчано или уједињено становништво од 12 година и више                                           | 34054    |
| 142 | Становништво које је било у браку или уједињено 12 година и више                                 | 5064     |
| 143 | Становништво са католичком религијом                                                             | 67941    |
| 144 | Протестанти, еванђелисти и библијски следбеници различити од еванђелиста                         | 6312     |
| 145 | Становништво са другим религијама различитим од претходних                                       | 115      |
| 146 | Становништво без религије                                                                        | 2114     |
| 147 | Укупно пописаних домаћинства                                                                     | 19834    |
| 148 | Пописна домаћинства на челу са мушкарцима                                                        | 15323    |
| 149 | Пописна домаћинства на челу са женама                                                            | 4511     |
| 150 | Становништво у пописним домаћинствима                                                            | 77974    |
| 151 | Становништво у пописним домаћинствима на челу са мушкарцима                                      | 62495    |
| 152 | Становништво у пописним домаћинствима на челу са женама                                          | 15479    |
| 153 | Укупно домаћинстава                                                                              | 29089    |
| 154 | Укупно насељених домаћинстава                                                                    | 20198    |
| 155 | Укупно приватних кућа                                                                            | 28725    |
| 156 | Насељени приватни домови                                                                         | 19834    |
| 157 | Укупно насељених приватних кућа                                                                  | 20195    |
| 158 | Ненасељене приватне куће                                                                         | 7367     |
| 159 | Појединачна домаћинства за привремену употребу                                                   | 1524     |
| 160 | Становници у насељеним приватним кућама                                                          | 77974    |
| 161 | Насељеност станара у приватним становима                                                         | 3.93     |
| 162 | Просечно становника по соби у приватним насељеним домаћинствима                                  | 1.05     |
| 163 | Појединачна домаћинства са подовима од различитих материјала од земље                            | 19207    |
| 164 | Појединачна домаћинства у приземљу                                                               | 523      |
| 165 | Појединачна домаћинства са једном спаваћом собом                                                 | 7045     |
| 166 | Појединачна домаћинства са две спаваће собе и више                                               | 12724    |
| 167 | Појединачна домаћинства са једним собом                                                          | 1161     |
| 168 | Појединачна домаћинства са две собе                                                              | 3365     |
| 169 | Појединачна домаћинства са 3 собе и више                                                         | 15213    |
| 170 | Појединачна домаћинства која имају електрично светло                                             | 19612    |
| 171 | Појединачна домаћинства која немају електрично светло                                            | 155      |
| 172 | Појединачна домаћинства која имају водоводну воду у стамбеном простору                           | 17051    |
| 173 | Појединачна домаћинства која немају водоводну воду у стамбеном простору                          | 2666     |
| 174 | Појединачна домаћинства која имају тоалет                                                        | 19408    |
| 175 | Појединачна домаћинства која имају канализацију                                                  | 19264    |
| 176 | Појединачна домаћинства која немају канализацију                                                 | 414      |
| 177 | Појединачна домаћинства која имају електрично светло, довод воде из јавне мреже и канализацију   | 16792    |
| 178 | Појединачна домаћинства без икаквих услова                                                       | 157      |
| 179 | Појединачна домаћинства која имају радио                                                         | 17532    |
| 180 | Појединачна домаћинства која имају телевизор                                                     | 19227    |
| 181 | Појединачна домаћинства која имају фрижидер                                                      | 16264    |
| 182 | Појединачна домаћинства која имају машину за веш                                                 | 12885    |
| 183 | Појединачна домаћинства која имају аутомобил или комби                                           | 8488     |
| 184 | Појединачна домаћинства која имају рачунар                                                       | 6179     |
| 185 | Појединачна домаћинства која имају фиксну телефонску линију                                      | 9554     |
| 186 | Појединачна домаћинства која имају мобилни телефон                                               | 14139    |
| 187 | Појединачна домаћинства која имају приступ интернету                                             | 4081     |